# ダビデの塔

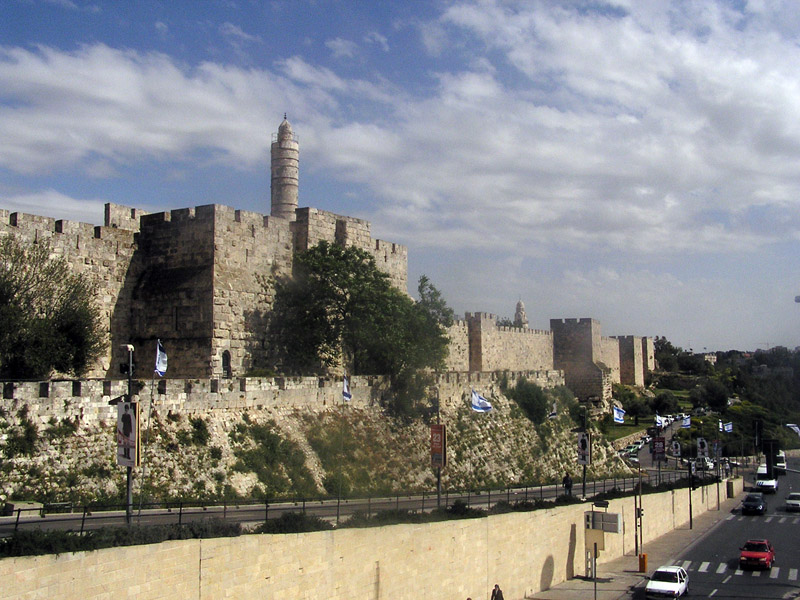
ダビデの塔と城壁

ダビデの塔（ダビデのとう、ヘブライ語: מגדל דוד（ミクダール・ダヴィッド）、アラビア語: برج داود（ブルジュ・ダーウード）、英語: Citadel（シタデル））は、エルサレム旧市街の西端、ヤッフォ門の南隣にある古代からの城塞。
この城砦はヘロデ王が既存の城壁に増築を施したのが始まりであり、長い年月にわたり増改築を繰り返し、おおよそ今の形になったのはマムルーク朝からオスマン朝の時代にかけてである。
現在はエルサレムの歴史博物館として一般に公開されている。

## 歴史

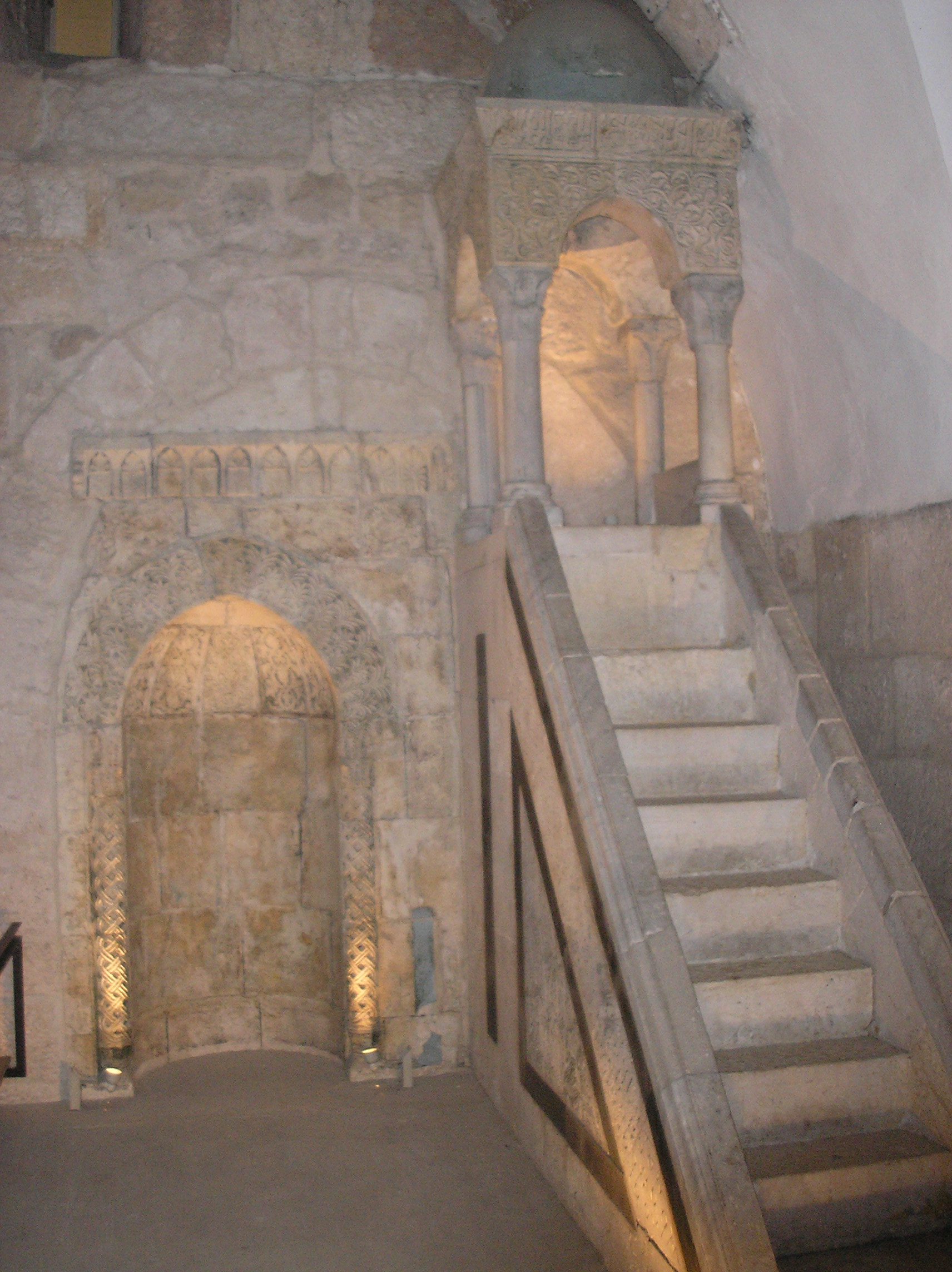
シタデルの中のモスク

エルサレムの町は紀元前8世紀末には城壁が造られていたと考えられる。この城壁は、センナケリブによるユダヤ侵略に備えたものだった。この城壁はネヘミヤ記3:8、イザヤ書22:9-10 に記されているものかもしれない。
紀元前2世紀にエルサレムの市街はさらに Western Hill のところまで広がった。そこは標高773mの高台で、シオンの丘と同様にアルメニア人とユダヤ人が住み、北側以外は険しい谷で囲まれている。この一帯に最初に人が住んだのはフラウィウス・ヨセフスが言う「第一の壁」が築かれた紀元前150年頃のハスモン朝の時代だった。
ハスモン朝と争ったのち権力を手にしたヘロデ王は、紀元前37-34年にその城壁へ3つの大規模な塔を増築した。彼は防衛の弱点である Western Hill の北西隅にそれらを建て、そこが現在のダビデの塔の場所にあたる。またそれは町を守るためだけでなく、シオンの丘の近くにあった彼自身の王宮を守るためでもあった。彼は44mある最も高い塔を、かつて敵に捕らわれ自害した兄を偲び「ファサエル」と名付けた。もう一つの塔は、ヘロデが処刑し塔の西の洞窟に葬った二番目の妃にちなみ「マリアムネ」と呼ばれた。そして三番目の塔は友人の一人にちなみ「ヒッピクス」と名付けた。フラウィウス・ヨセフスは、この時期の塔を「全世界で最も壮麗を極めたもの」と賛美している。3つの塔のうち、現在まで基部が残っているのは一つだけであり、それはファサエルの塔か、あるいはここで発掘調査した考古学者の Hillel Geva によるとヒッピクスの塔のいずれかである。
ローマとのユダヤ戦争の間、シモン・バル・ギオラはこの塔を彼の住居とした。紀元70年のエルサレム攻囲戦の後、ローマはエルサレムを破壊したが、3つの塔はローマ軍が打ち負かした要塞の頑健さを示す証しとして残され、ローマ兵たちの兵舎として使われた。
紀元4世紀に東ローマ帝国がキリスト教を公認宗教にすると、シタデルでも修道士の共同体が形成された。ダン・バハトによると、「紀元5世紀頃に北東の塔はより大きくされ、“ダビデの塔”と呼ばれるようになった」。その名は、ダビデ王の息子ソロモンが書いたとされる雅歌にみられる。
当時も残っていたヘロデ時代の塔、さらにシタデル全体が「ダビデの塔」と呼ばれるようになったのはこの東ローマ帝国時代、ここをダビデ王の宮殿と信じたキリスト教徒たちによるものであり、ダビデがこの塔を建て、忠臣ウリヤの妻バテシバの沐浴を盗み見たのもこの塔からだという伝説が作られた。
638年にイスラム帝国がエルサレムを占領すると、ムスリムの新たな統治者はシタデルを刷新した。この強固は建造物は1099年の第1回十字軍による攻撃によく持ちこたえた。

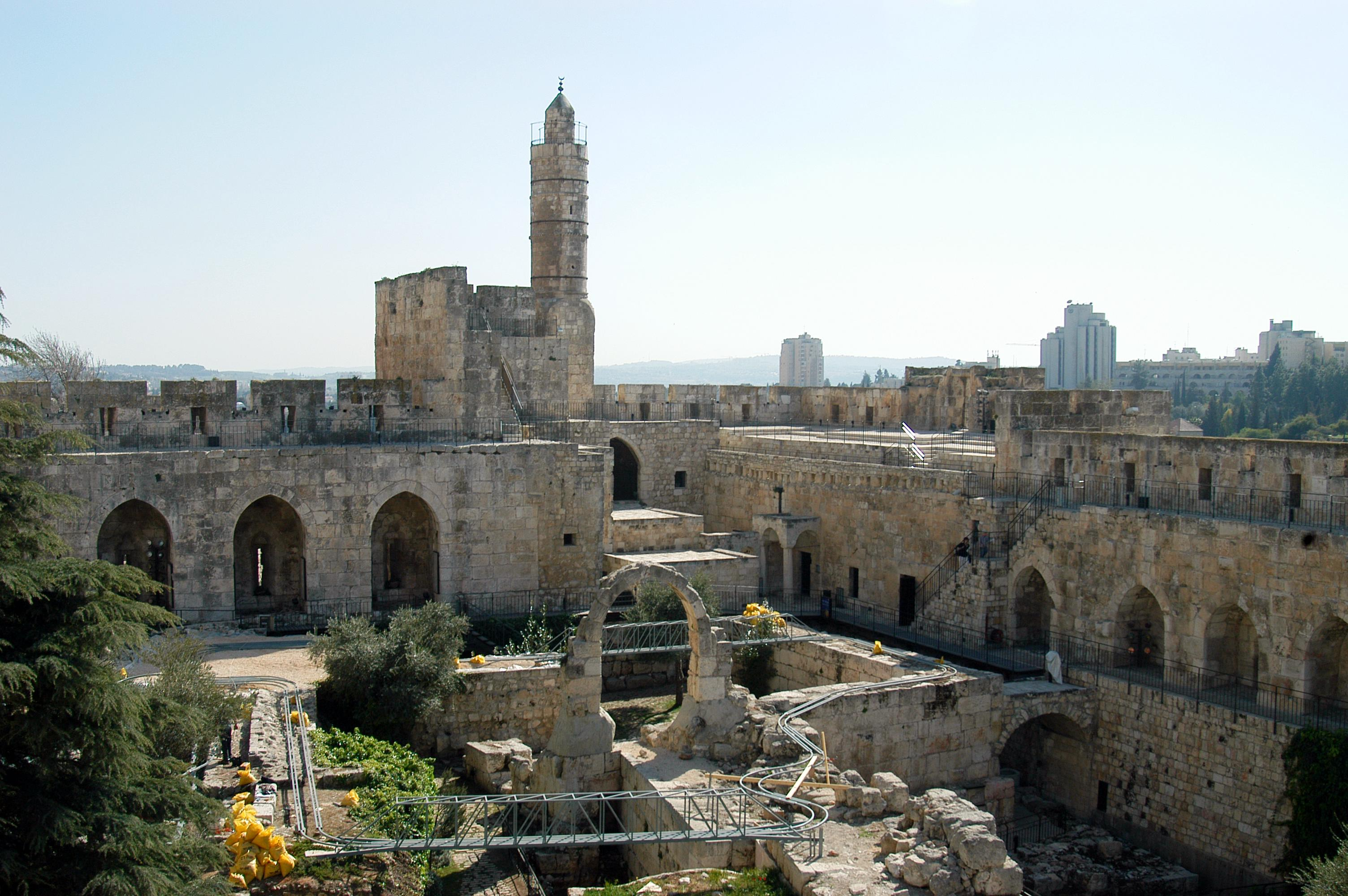
考古学的発見があった中庭とオスマン帝国時代のミナレット

十字軍の時代を通じて、何千人という巡礼者がヤッファの港を経由してエルサレムへ巡礼の旅をした。シタデルはすぐ南に新たに建てられたエルサレム王国の宮殿を守る役割も果たした。
1187年、スルタンのサラーフッディーンが、シタデルごとエルサレムを占領した。1239年、カラクのアイユーブ朝の首長であるアル＝ナースィル・ダーウードは十字軍の駐屯地を攻撃し、シタデルを破壊した。1244年にホラズム人が十字軍を打ち負かし、とうとう彼らをエルサレムから追い払い、その際に町全体も破壊された。アイユーブ朝からマムルーク朝の時代にかけて、シタデルは何度も破壊された。
1310年にマムルーク朝のスルタンであるナースィル・ムハンマドによってシタデルは再建され、現在の姿の大部分はこの時に形作られた。
1537年-1541年の間にオスマン朝のスルタンであるスレイマン1世によってシタデルは増築された。そうして400年にわたり、シタデルはトルコ人の駐屯地として使われた。オスマン帝国の時代、1635年-1655年の間にミナレット付きのモスクがシタデルの南西隅近くに建てられた。19世紀には、現在もよく目立つそのミナレットは「ダビデの塔」の名を受け継ぎ、現在その名はシタデル全体を指すことも、ミナレット単体を指すこともある。
第一次世界大戦において、エドモンド・アレンビー将軍が率いるイギリス軍がエルサレムを占領した。アレンビー将軍はシタデル東門の外の演壇に立って、エルサレム占領を正式に宣言した。
イギリスの委任統治時代、高等弁務官は町の文化遺産を保護するためエルサレム保護協会 (Pro-Jerusalem Society) を設立した。この組織はシタデルを手入れ・修繕し、地方のアーティストたちのコンサート・慈善興業・展示会のための施設として一般に公開した。1930年代にはシタデルの中にパレスチナ民話の博物館が開かれ、伝統工芸品や民族衣装の展示を行なった。
第一次中東戦争の後、アラブ軍がエルサレム旧市街を占領すると、彼らはシタデルを軍事施設という歴史的役割に戻し、そこから休戦ライン越しにユダヤ人地区を睥睨した。1967年の第三次中東戦争でイスラエルが勝利すると、シタデルは文化施設に戻った。

## 博物館

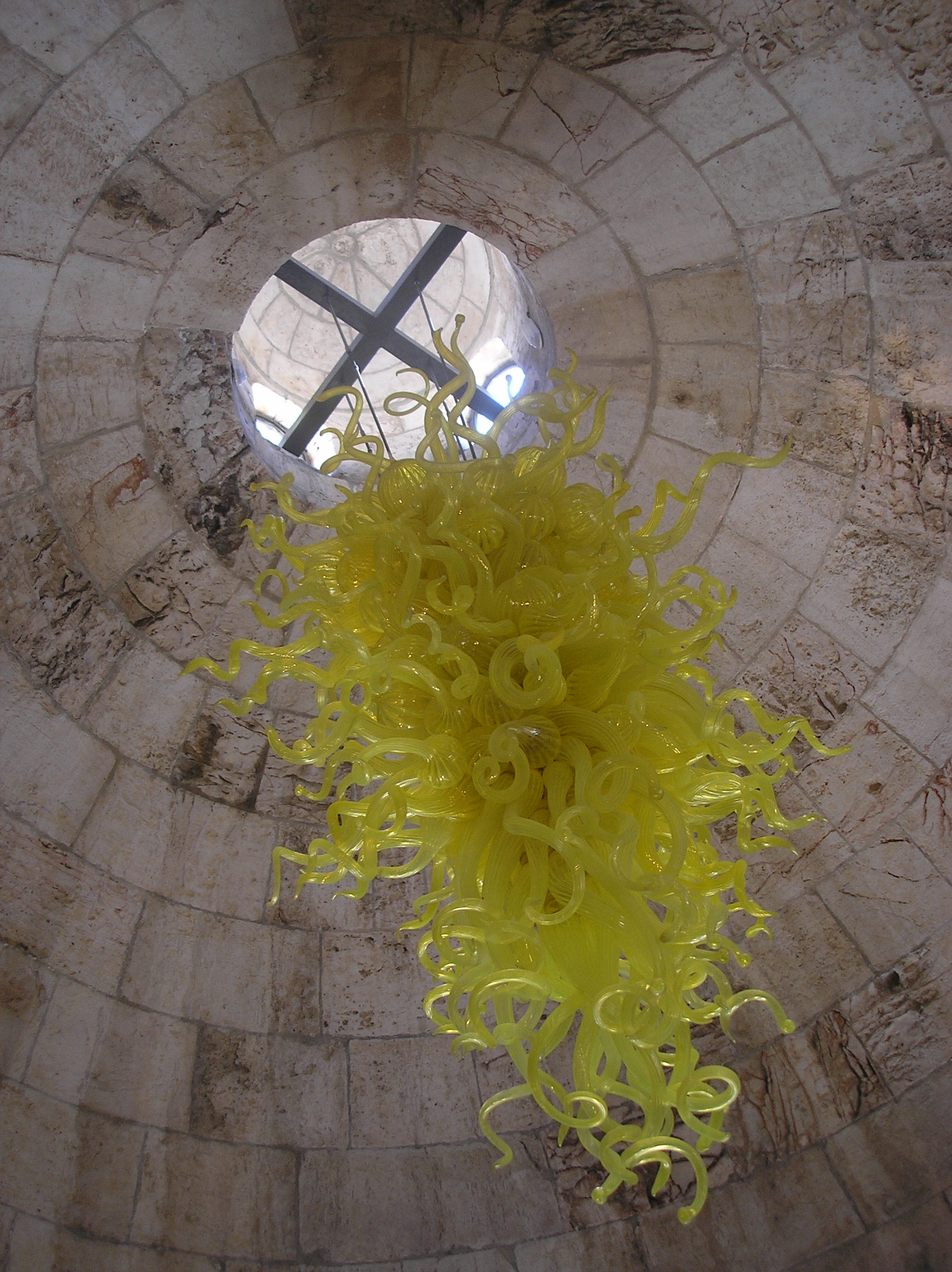
博物館のエントランス・ホールに下げられたデイル・チフーリのシャンデリア

ダビデの塔エルサレム歴史博物館 (The Tower of David Museum of the History of Jerusalem) は1989年、エルサレム財団 (Jerusalem Foundation) によって開かれた。元のシタデルの一連の部屋を使った博物館は、2700年前の考古学的遺跡（第一神殿時代の採石場）がある中庭も含む。各々の展示室では、カナン人の町として始まった4000年前から現在まで、様々な時代のエルサレムの歴史を、地図、ビデオ、ホログラム、絵画、模型を駆使して描写している。また城壁に登り、エルサレムの旧市街・新市街を360°見下ろすこともできる。夜には音と光を使ったパフォーマンスショーが行なわれる。
2002年時点で350万人以上が博物館を訪れたとエルサレム財団は報告している。